# De avonturen van Blinky Bill
De avonturen van Blinky Bill is een Australische animatieserie gebaseerd op de boeken van Dorothy Wall over de koala Blinky Bill. De serie werd geproduceerd door Yoram Gross Film Studio (1993-1995) en Yoram Gross-EM.TV in 2004. Sinds 2008 behoort de reeks tot de Studio 100-groep.

## Reeksen

### Reeks 1
In de eerste reeks (1993, 26 afleveringen) worden de gebouwen en de gemeenschap in Greenpatch herbouwd door Blinky Bill en zijn vrienden. De fictieve stad Greenpatch werd vernietigd door de mens. Ze komen ook in het reine met hun nieuwe buren, de beruchte Dingofamilie.

### Reeks 2
In de tweede reeks (1995, 26 afleveringen) verdwalen Blinky Bill en zijn vrienden tijdens een schooluitstap in de bush. Op zoek naar huis beleven ze veel avonturen in verschillende delen van Australië en helpen ze andere dieren in nood, waaronder een krokodil, pinguïns, dieren op een boerderij en circusdieren.

### Reeks 3
In de derde reeks (2004, 26 afleveringen) reizen Blinky Bill, Nutsy en Flap rond de wereld in een luchtballon. Tijdens hun avonturen worden ze achtervolgd door twee mensen: Basil en Cyril. Ook in de derde reeks worden dieren in nood gered: Ling Ling de Panda, Slippery de zeehond, Yoyo de Aap, Prinses Penelope de Poedel, Leo de Leeuw en Tico Toucan. Ze reizen naar Antarctica, de Afrikaanse savanne, China, het Amazonewoud, India en Parijs.

## Belangrijkste personages
- Blinky Bill: het hoofdpersonage, een jonge koala. Hij draagt een rode tuinbroek met een gele knop.
- Jacko: sidekick van Blinky. Hagedis en beste vriend van Blinky.
- Nutsy: Blinky's stiefzuster, een andere jonge koala. Ze draagt een paarse jurk en een roze sjaal.
- Flap: een vogelbekdier  en vriend van Blinky. Hij haat het als ze hem Duck noemen en draagt een gele broek.
- Splodge: een kangoeroe en vriend van Blinky. Hij draagt een groene pet en een groene overall met gele bretels.
- Marcia: een stoere buidelmuis en vriendin van Blinky. Ze draagt een roze overall en een roze strik.
- Walter Wombat: Blinky's mentor, die hem hulp geeft als dat nodig is. Hij draagt een donkergroen gewaad, oude handschoenen, schoenen en een groene broek met bretels.
- Miss Magpie: een ekster en Blinky’s schooljuf. Ze draagt alleen een zwarte baret.
- Mevrouw koala: Blinky’s moeder. Ze draagt een roze jurk.
- Meneer Koala: Nutsy's lang verloren vader. Hij draagt een korte broek en een blauw shirt.
- Meneer Vogelbekdier: Flaps vader. Hij draagt een bril, een bruin shirt en een bruine broek.
- Mevrouw Vogelbekdier: Flaps moeder. Ze draagt een roze jurk en een witte muts.
- Burgemeester Pelikaan: pompeuze burgemeester van de stad. Hij draagt een roze hoge hoed en burgemeestersjerp.
- Mevrouw Konijn: een inwoner van Greenpatch en moeder van veel kinderen. Ze draagt een lila jurk en een schort.
- Meneer Konijn: echtgenoot van mevrouw Konijn. Hij draagt een hoed en spreekt met een Yorkshires accent.
- Granny Grunty Koala: een bejaarde koala die hardhorend is. Ze draagt een bril en draagt oude kleren.
- Danny Dingo: antagonist van Blinky. Draagt een zonnebril.
- Meatball Dingo: Danny's jongere, dikkere broer, tevens een bullebak en niet erg slim. Hij draagt laarzen en een emmerhoed.
- Daisy Dingo: Danny’s zus. Ze draagt een topje, blauwe spijkerbroek en lichtblauwe schoenen.
- Shifty Dingo: jongste broer van Danny, die probeert aan te sluiten bij Blinky en zijn vrienden en uiteindelijk wordt geaccepteerd.
- Ma Dingo: ze heeft altijd een slecht humeur en draagt een gele jurk en een groene hoofddoek.